# Arya

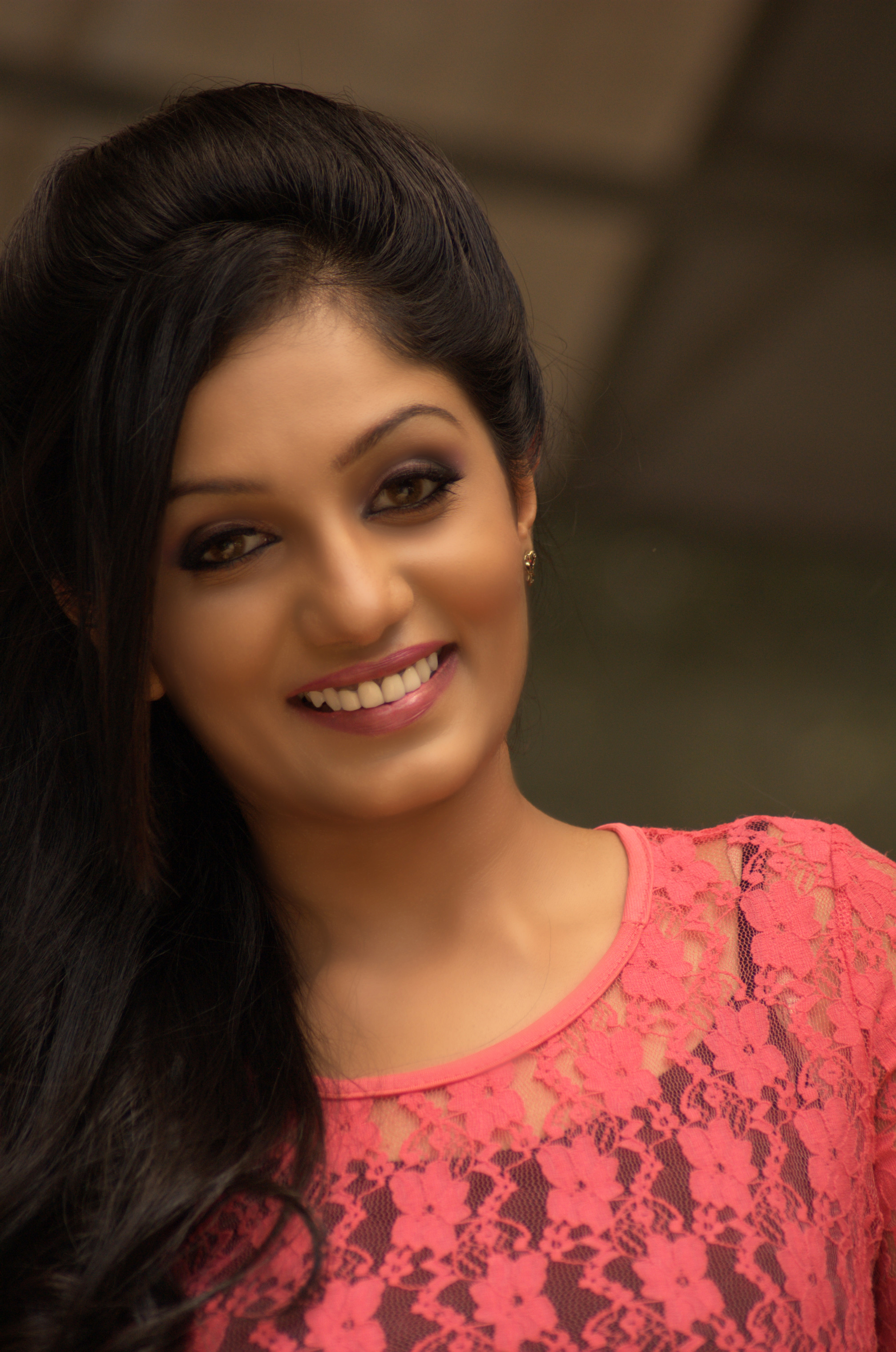
L'actrice indienne Arya Rohit.

Arya, également orthographié Aarya ou Ariya (sanskrit : आर्य/आर्या ārya/āryā ; vieux persan : 𐎠𐎼𐎡𐎹 ariya ; persan : آریا āryā) ou comme Aryo ou Ario, est un nom indien et iranien. Le mot sanskrit Arya est un nom de famille et un prénom masculin (आर्य ārya) et féminin (आर्या āryā), signifiant « honorable »,,.
En Iran, c'est un prénom masculin populaire et un nom de famille populaire. Au Cambodge, c'est généralement un nom donné aux filles. En Indonésie, Arya est également couramment utilisé comme prénom masculin, généralement à Java, Bali et d'autres endroits. En javanais, cela devient Aryo, Ario ou Aryono. C'est un nom commun chez les hindous et les musulmans.
Pour la signification et l'histoire du mot aryen, voir l'article Aryens.